# Lambo (Katekyō Hitman Reborn!)
Lambo (ランボ Ranbo?),es un personaje ficticio en el anime y la serie manga Katekyō Hitman Reborn! creado por Akira Amano. En la serie Lambo es un niño problemático que siempre mete en problemas tanto él como a los demás. Debido a su piel altamente conductora es el guardián del anillo del rayo. 

## Historia
Lambo es un asesino de 5 años se afilió con la Familia Bovino. Él fue a Japón con la intención de matar aReborn (manga) y así demostrar que es digno de ser el jefe de su propia familia. Él primero aparece sobre la ventana de Tsunayoshi Sawada y trata de matar Reborn. Sin embargo, es un llorón y torpe así que no es rival para Reborn. Fracasa en el intento y al final el futuro jefe de la familia de Mafia Vongola Tsunayoshi Sawada lo adopta en su familia y comienza a vivir con él.Futuramente destinado a ser el guardian del rayo vongola

## Aspecto

### Lambo de 5 años
Lambo siempre viste un disfraz de vaca con cola y cuernos incluidos a conjunto con un pelo afro en el que lo guarda todo y que le da el aspecto de un bisonte.

### Lambo de 15 años
En esta forma, él cambia su disfraz por un traje ocasional y una camisa con estampado de vaca a conjunto con la hebilla de su cinturón que lleva una cornamenta. El pelo lo lleva liso y siempre tiene el ojo derecho cerrado. El Lambo de 15 años solo se pone los cuernos de vaca cuando tiene que luchar. En algunas ocasiones se le ve vistiendo ropa distinta, como por ejemplo, un yukata. Su apariencia física es prácticamente igual a la de Romeo, el exnovio de Bianchi y cada vez que esta lo ve le confunde e intenta asesinarlo, a su vez, es idéntico al guardian del relámpago original, quien también era un cobarde.

### Lambo de 25 años
El más poderoso de los 3. Al igual que el Lambo de 15 años, este Lambo siempre tiene el ojo derecho cerrado y un cinturón con cornamenta. Lleva una camiseta blanca, una chaqueta llena de cosidos, un colgante con forma de colmillos, unos guantes sin dedos y unas pequeñas trenzas que salen de su pelo un poco más largo que el de su yo de 15.

## Armas
Lambo es un niño torpe y llorón y cuando se asusta se dispara a sí mismo con el  Bazuca de diez años  (10年バズーカ?) de la familia Bovino. Con este artefacto intercambia su posición con su yo de 10 años en el futuro, más conocido como "el Lambo Adulto" (大人ランボ?). En el caso de que la persona de diez años en adelante se vuelva a disparar con el bazuca se intercambiará con la de 20 años después y así sucesivamente. Este cambio solo dura 5 minutos desde el primer disparo.
en el manga lambo tiene que recibir el impacto del misil, mientras que en el anime esto es reemplazado por meterse dentro del arma y tirar un cordel para jalar el gatillo. 
El Lambo de 5 años suele llevar armas como granadas, ametralladoras y bazucas. Su única capacidad notable es su  Piel Eléctrica  (電撃皮膚?  en Italiano "Elettrico Cuoio") que es altamente conductora y de este modo permite a la electricidad pasar por el sin recibir a penas daños en su cuerpo. 
En su forma de 15 años también tiene la capacidad de llamar a Truenos que almacena en su cornamenta y luego los lanza a su enemigo a través de embestidas.  Esta técnica recibe el nombre de la Electtrico Cornata (電撃角?). Sin embargo al necesitar contacto directo con el enemigo es una técnica imperfeccionada. 
Lambo de 25 años inventa la Piel Eléctrica Perfecta en la cual su conductividad es tan buena que la electricidad no produce absolutamente ningún daño en él. También creó el Electtrico Revés de que le permite tomar la electricidad que pasa por él y juntarla en su mano para enviarla al suelo. Su capacidad final la versión perfeccionada de la Electtrico Cornata (電撃角?) en la cual la electricidad sobresale de sus cuernos y augmentar de este modo el perímetro de alcance.

## Caja Vongola
En el futuro aunque todavía en su forma más joven Lambo es capaz de activar la caja Vongola que toma la forma de un toro llamado Gyuudon en el cual se puede montar.
Este, a su vez, puede convertirse en un escudo capaz de realizar un devastador ataque eléctrico llamado "Corna Fulmine".
en el capítulo 159

## Vongola Gear
En el arco de la familia Shimon su anillo evoluciona a un yelmo, con el cual obtiene una armadura muy robusta con una cornamenta muy pesada, dichos cuernos pueden adaptarse para equilibrar al usuario y al expandirse funcionan como bobinas eléctricas, lo que lambo llama "Cornamolla Elettroshock" (Cuernos de bobina eléctrica), generando magnetismo y atrayendo el acero. Con el acero que atrae gracias a sus cuernos de bobina crea un poderoso ataque llamado "Elettrico Ironhorn" (Cuernos de hierro eléctrico).